# 1835

## أحداث
- تأسيس إمارة آل رشيد بعد تعيين عبد الله بن علي الرشيد حاكما على حائل.
- تأسيس مدينة تشيكلايو وتقع حاليا في بيرو.
- تأسيس مدينة شيمبوتي وتقع حاليا في بيرو.
- تأسيس مدينة بوكانان وتقع حاليا في ليبيريا.
- 30 أغسطس: تأسيس مدينة ملبورن وتقع حاليا في أستراليا.
- بداية حرب السيمينول الثانية في 23 ديسمبر 1835 والتي انتهت في 14 أغسطس 1842.
- 29 يونيو - محمد علي باشا يصدر أمرا بإنشاء مصلحة الآثار والمتحف المصري، وأسند إدارتهما إلى يوسف ضياء أفندي بإشراف رفاعة الطهطاوي، ويقع المتحف حاليا في ميدان التحرير في وسط القاهرة حيث افتتح في نوفمبر 1901، على مساحة 13,600 متر مربع، ويضم أهم الآثار المصرية القديمة، منها آثار مجموعة توت عنخ آمون.
- أرسل والي مصر محمد علي باشا حملة عسكرية بقيادة إسماعيل آغا ومعه الأمير خالد بن سعود لتنصيبه قائمقام نجد.

## مواليد
- آرثر بيمبر
- أدولف فون باير
- أندرو كارنجي
- أوجوست كيركهوفس
- إليشا غراي
- اونجكن فلهام
- جوزويه كاردوتشي
- جيوفاني إسكيابارلي
- رضا الطالباني
- ساكاموتو ريوما
- غلام أحمد القادياني
- لويس أنطوان رانفييه
- ليوبولد الثاني ملك بلجيكا
- مارك توين
- ماسايوشي ماتسوكاتا
- ميرزا حبيب اصفهاني
- 10 يناير - فوكوزاوا يوكيتشي، كاتب ياباني.

## وفيات
- فرانسيس الثاني
- فيلهلم فون همبولت
- حسن بن محمد العطار